# W 국립공원

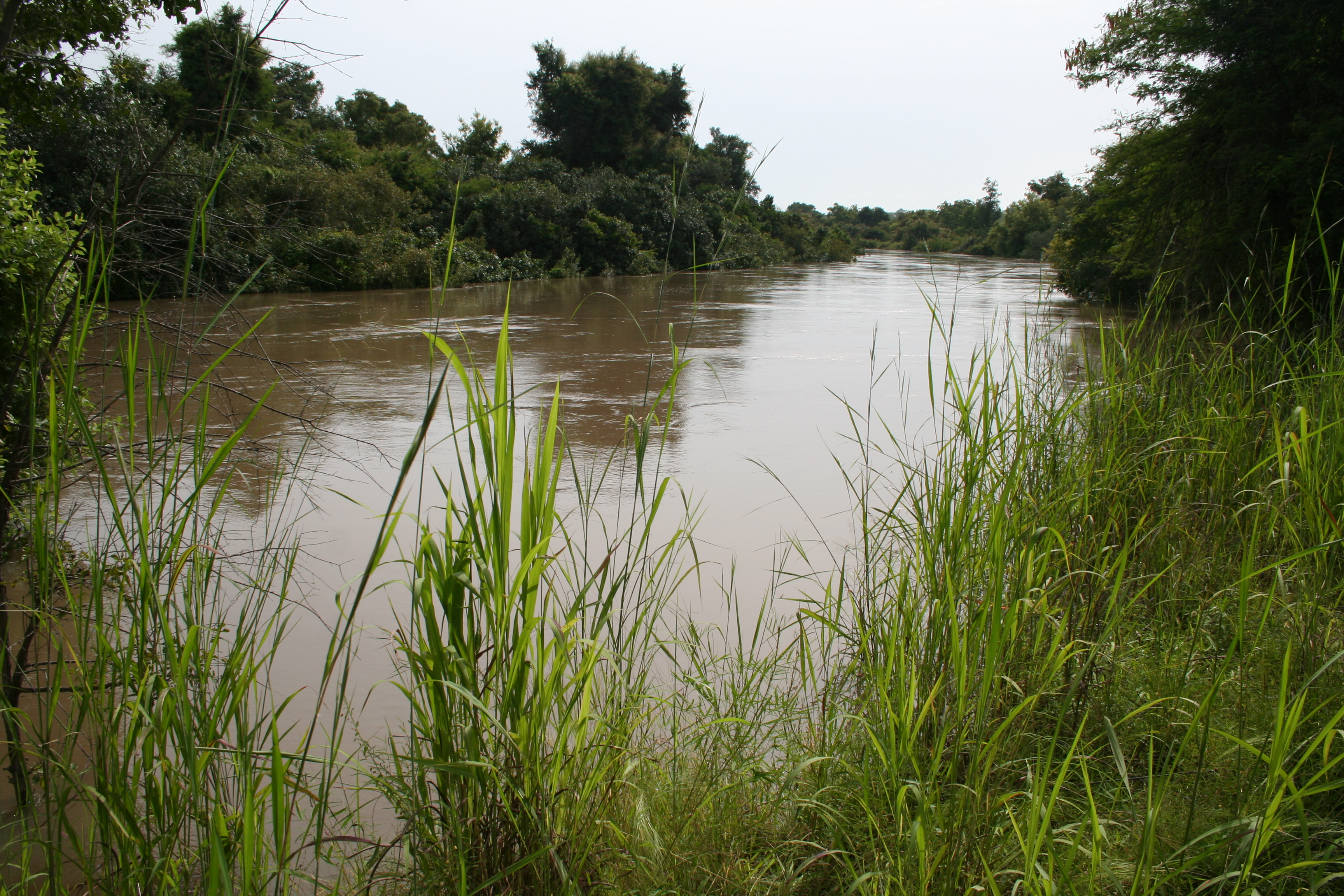

W 국립공원(W National Park, 프랑스어: Parc national du W) 또는 W 지역 공원(프랑스어: W du Niger)은 문자 W(프랑스어: double v)의 구불구불한 모양의 사행천 나이저강 주변에 있는 서아프리카의 주요 국립공원이다. 이 공원은 니제르, 베냉, 부르키나파소 3개국의 지역을 포함하며 3개국 정부의 관리를 받는다. 2008년까지 지역 관리 구현은 EU가 자금을 지원하는 프로젝트 ECOPAS(Sudano-Sahelian Africa의 보호된 생태계, 프랑스어: Ecosystèmes protégés en Afrique soudano-sahélienne)에 의해 지원되었다. 세 개의 국립공원은 W 트랜스보더 공원(W Transborder Park, 프랑스어: Parc Regional W)이라는 이름으로 운영된다. 베냉에 위치한 W 국립공원의 면적은 8,000km2(3,100평방마일)가 넘으며 2020년 6월 아프리카 공원의 전체 관리 대상이 되었다. 베냉에서 W 국립공원은 역시 아프리카 공원의 관리 대상인 펜자리 국립공원과 인접해 있다.